# Centrum voor Educatie en Regiopromotie te Szymbark

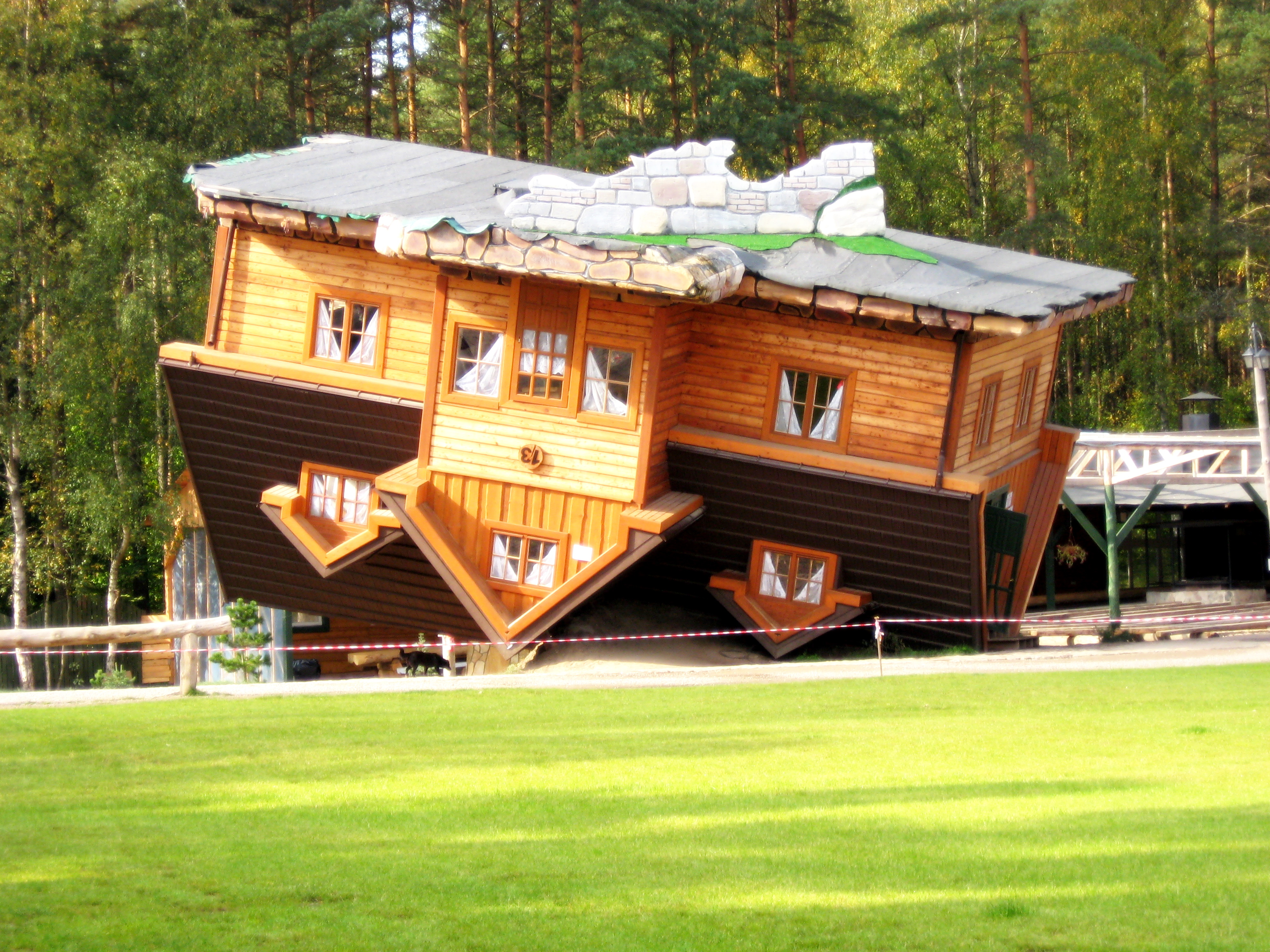
Het huis dat op zijn kop staat

Het Centrum voor educatie en regiopromotie te Szymbark (Pools: Centrum Edukacji i Promocji Regionu w Szymbarku) is een cultuur-historisch museum en attractiepark in Szymbark in Noord-Polen. Het centrum is gewijd aan de cultuur en historie van de bevolkingsgroep van de Kasjoeben, de historie van de lokale houtindustrie en het leven van mensen die door de eeuwen heen naar Siberië zijn verbannen. Een deel van het centrum is gewijd aan de "Griffioen van Pommeren", een regionale verzetsgroep uit de Tweede Wereldoorlog.

## De opzet van het centrum
Het complex van bijna twee hectare is eigendom van een lokale ondernemer, Daniel Czapiewski, en het is gelegen op het terrein van diens bedrijf Danmar, dat is gespecialiseerd in het bouwen van houten huizen op basis van houtskeletbouw. Het ligt ten zuiden van Szymbark (in de Poolse gemeente Stężyca) vlak bij de Hoofdweg DK20.
Het centrum werd geopend op 6 september 2003. Het was opgezet met als doel om nationale tradities te cultiveren, maar ook als werkgelegenheidsproject en om het toerisme in de regio Kasjoebië een impuls te geven.

## Het huis dat op zijn kop staat
Een opvallende blikvanger is "het huis dat op zijn kop staat", dat op 12 mei 2007 voor het publiek werd opengesteld.
Het is compleet ingericht met meubilair dat aan de vloer is opgehangen. Bezoekers kunnen het huis via een raam op de verdieping betreden.
Volgens Czapiewski staat het in de eerste plaats symbool voor de omverwerping van het communistische systeem, maar ook voor de hedendaagse wereld met zijn voortdurende veranderingen en bedreigingen.

## Cultuur en folklore der Kasjoeben

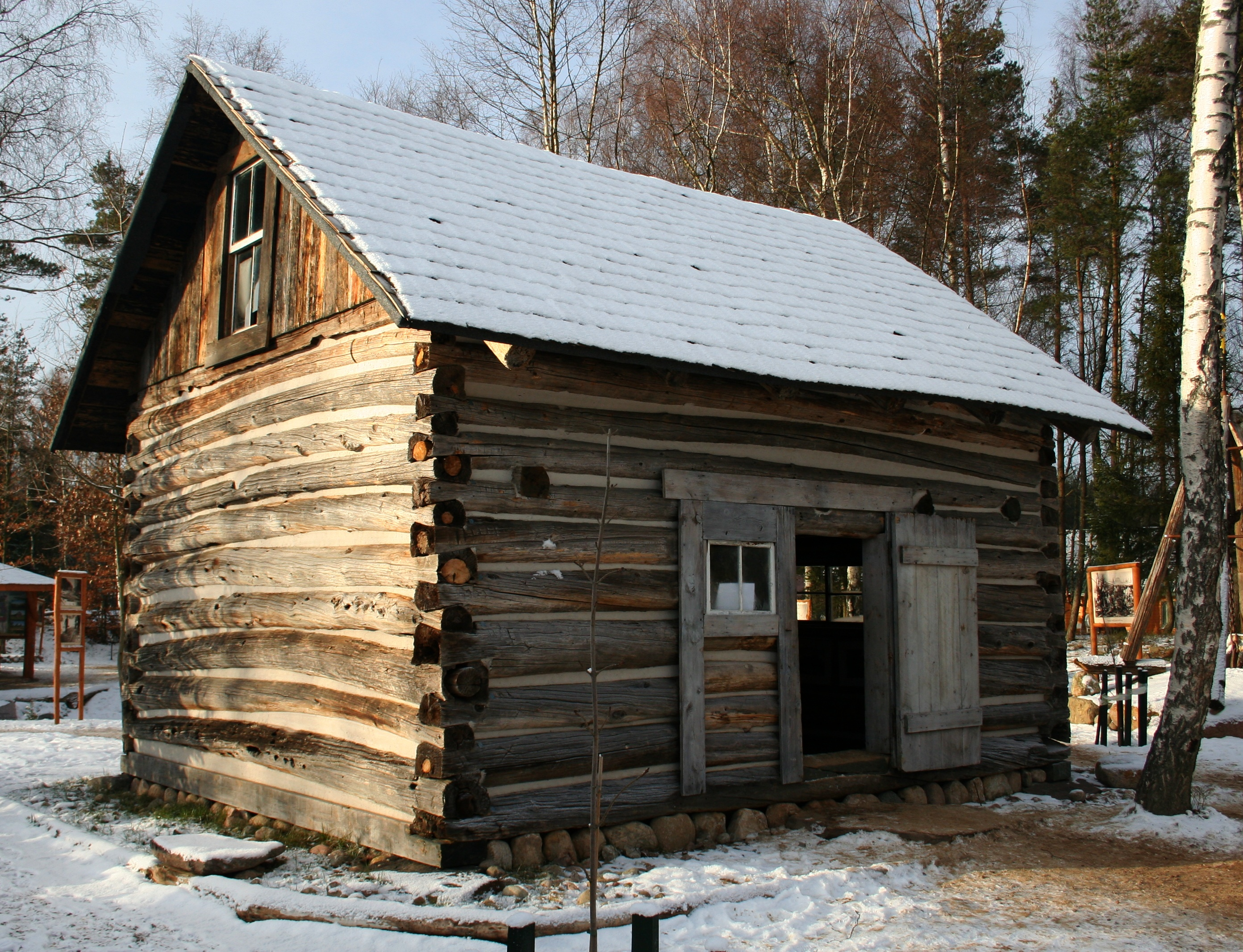
Kasjoebisch huis

In het centrum bevindt zich een aantal replica's van typische houten Kasjoebische gebouwen, zoals een kopie van een adellijke hofstede, een Kasjoebisch houten kerkje en een smidse. In deze gebouwen zijn exposities van traditionele dagelijkse gebruiksvoorwerpen en gereedschap. Daarnaast is er een ouderwetse bakoven, waarin bezoekers zelf brood kunnen bakken.

## Siberië

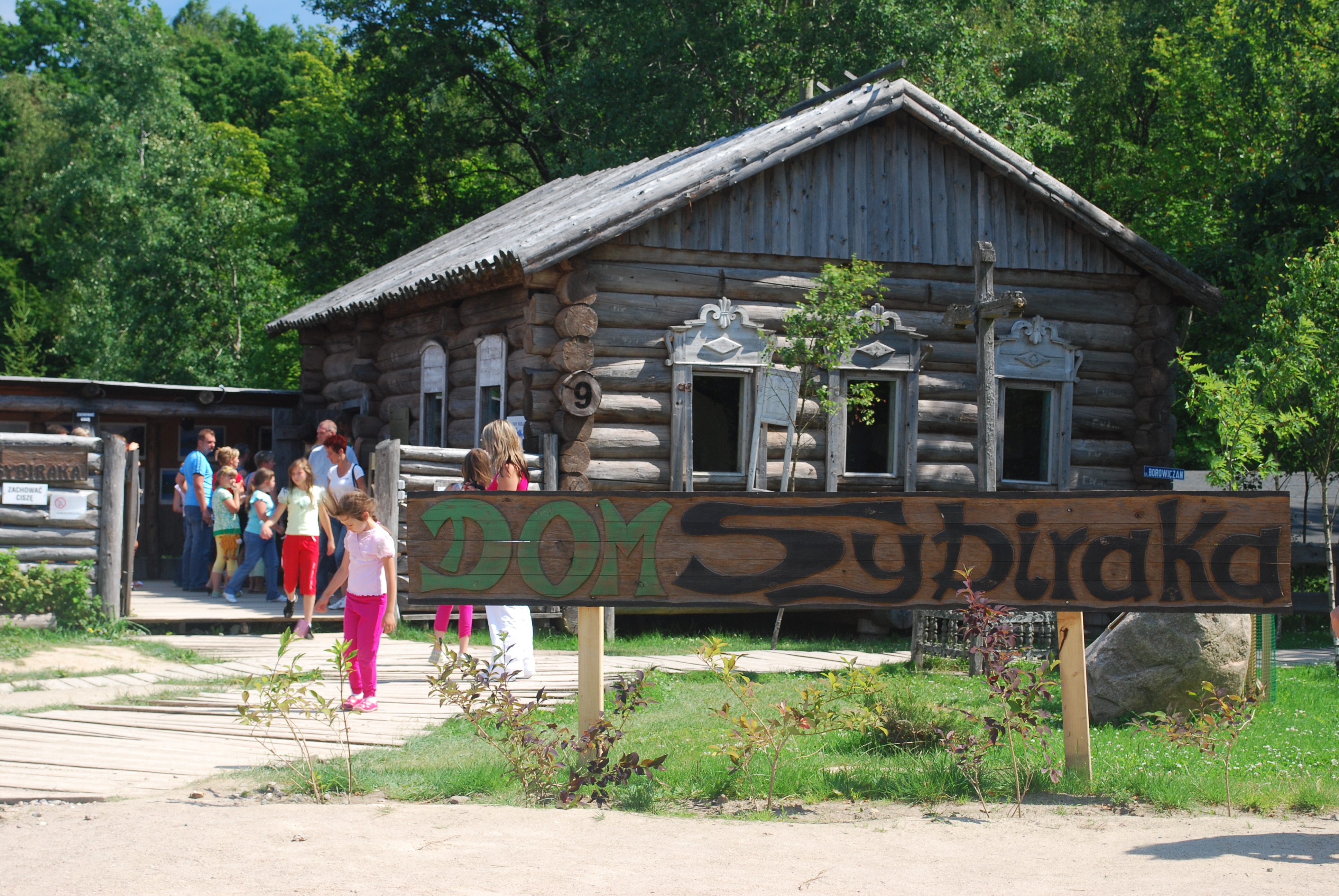
Het Siberisch huis

Het Siberisch huis is een houten huisje dat in de 18e eeuw werd bewoond door Polen die ten tijde van de Confederatie van Bar naar Siberië waren verbannen. Het huisje is overgebracht vanuit het plaatsje Zapleskino, dat 360 km ten noordoosten van Irkoetsk ligt.
Verder is er een model van een Goelagkamp, omringd door prikkeldraad en een originele stoomlocomotief met wagons van het soort waarmee verbannen personen naar Siberië werden gevoerd.
Jaarlijks op 17 september, de dag van de Sovjet-aanval op Polen in 1939, vormt het centrum het decor voor de Światowy Zjazd Sybiraków, een internationale bijeenkomst van Polen die in ballingschap in Siberië verbleven hebben.

## Padvindershuis

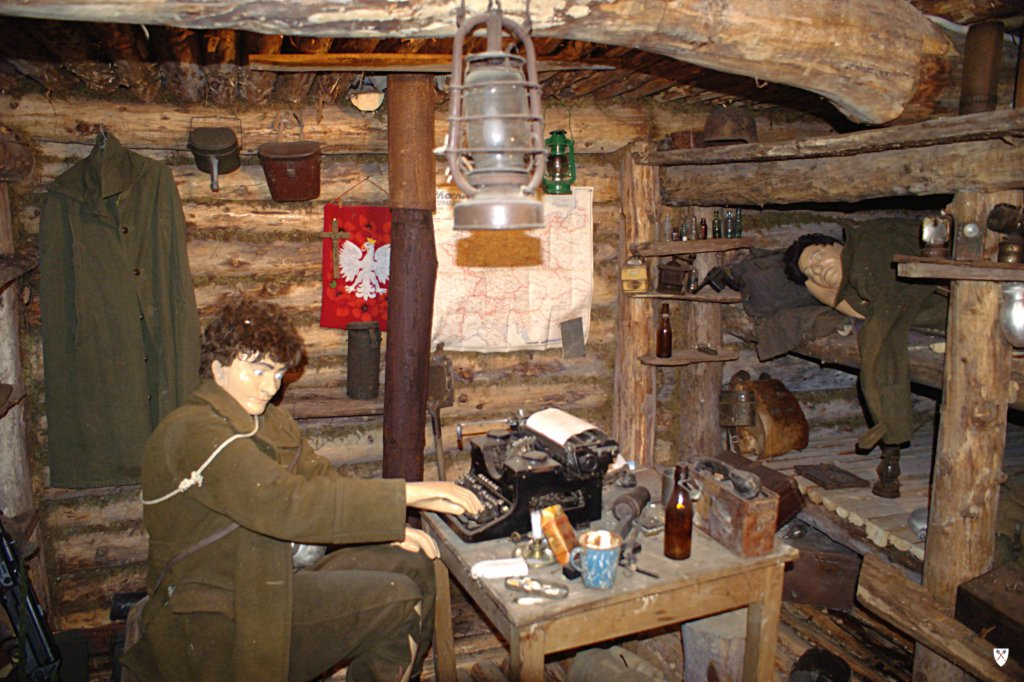
Interieur van de bunker van verzetsgroep "Griffioen van Pommeren"

Het Padvindershuis (Dom harcerzy) is in 1926 gebouwd door de YMCA in overleg met het scoutingcentrum in Krakau. Het stond in het nabij Szymbark gelegen Wieżyca-Kolano. Toen het gesloopt zou worden, heeft men het naar het Centrum voor Educatie en Regiopromotie verplaatst en opnieuw opgebouwd op basis van 700 onderdelen die nog in goede staat waren.
Tot 1939 was het padvindershuis een centrum voor de jeugd. Tijdens de Duitse bezetting werden er krijgsgevangenen opgesloten. Na de oorlog werden er collaborateurs opgesloten en mensen die door de communistische autoriteiten als tegenstanders werden beschouwd, waaronder ook de leden van de verzetsgroep Griffioen van Pommeren. Deze 'ongewenste personen' werden vervolgens veelal naar Siberië gedeporteerd.

## Verzetsgroep 'Griffioen van Pommeren'
Een deel van het centrum is gewijd aan de geschiedenis van de verzetsgroep 'Griffioen van Pommeren'. Zo is er een ondergrondse geheime bunker van deze organisatie nagebouwd.

## Records in houtbewerking

### Langste plank ter wereld

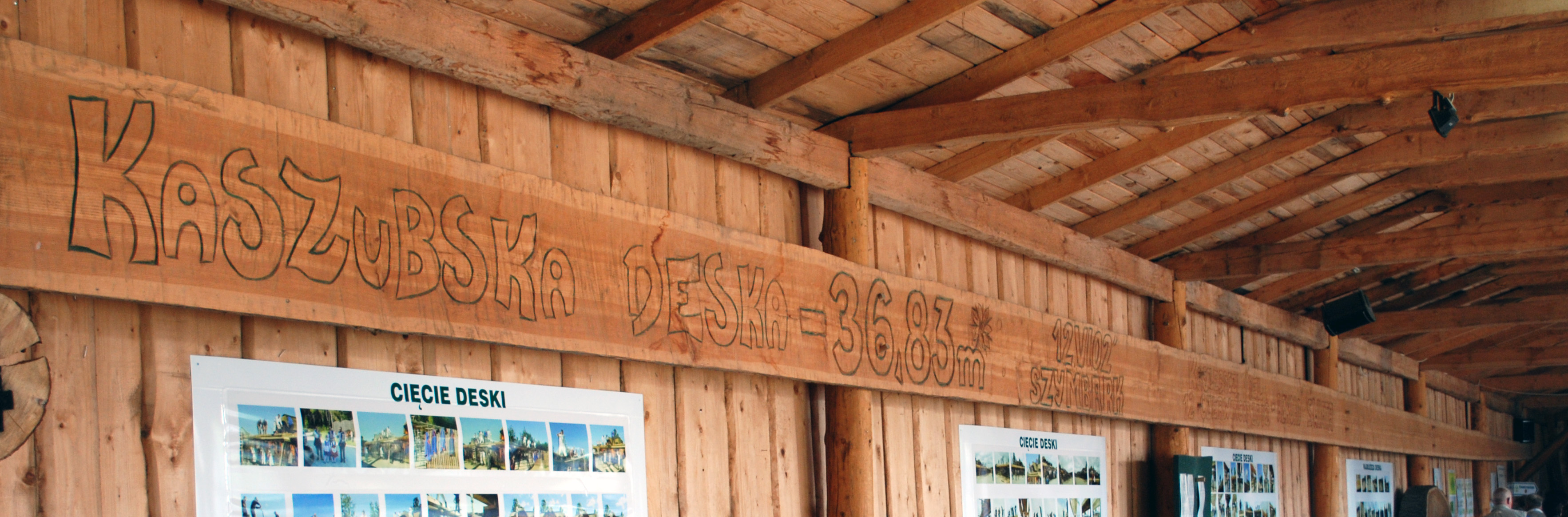
De langste plank ter wereld

In het centrum wordt de langste plank ter wereld tentoongesteld. De plank is 36,83 meter lang, gemiddeld 6 à 7 cm dik en weegt 1100 kg. Op 12 juni 2002 werd het record vastgesteld door het Guinness Book of Records. Het oude record stond op naam van een groep houthakkers uit Oostenrijk.
De plank is gemaakt van een 120-jarige douglasspar van 51 meter lang, die uit een bos op 6 km afstand van de houtzagerij is gehaald. De plank is in negen dagen met de hand uitgezaagd door een ploeg van een paar honderd zagers. De zagers zouden tijdens het werk 2000 liter bier hebben geconsumeerd – een verbruik van 54,3 liter per strekkende meter.

### Tafel van de Nobelprijswinnaar
Het centrum bezit tevens de langste tafel ter wereld die van één enkele boom gemaakt is. Deze tafel is 36 meter lang en werd gemaakt van de stukken hout die bij het zagen van de langste plank waren overgebleven. Ter herinnering aan de Nobelprijs voor de Vrede die in 1983 aan Lech Wałęsa werd toegekend is hij de "Tafel van de Nobelprijswinnaar" (Stół Noblisty) genoemd.
Deze tafel weegt zes ton.